# NGC 7747
NGC 7747 ist eine Balken-Spiralgalaxie vom Hubble-Typ SBb im Sternbild Pegasus am Nordsternhimmel. Sie ist schätzungsweise 352 Millionen Lichtjahre von der Milchstraße entfernt.
Das Objekt wurde am 23. September 1873 von Edouard Stephan entdeckt.